# Anton de Waal
Anton Joseph Johann Maria de Waal (5 de maio de 1837 - 23 de fevereiro de 1917) foi um arqueólogo cristão alemão e historiador da Igreja Católica Romana. Ele fundou o Collegio Teutonico del Campo Santo e realizou inúmeras escavações arqueológicas em Roma.

## Vida
De Waal nasceu em Emmerich no Reno, então na Província de Jülich-Cleves-Berg no Reino da Prússia, em 5 de maio de 1837 Ainda jovem, estudou teologia no seminário de Münster  Ele foi ordenado ao sacerdócio em 11 de outubro de 1862 pelo Bispo Johann Georg Müller da Diocese de Münster. Em seguida, ele ensinou no Collegium Augustinianum Gaesdonck, um internato perto da cidade de Goch.
Em 19 de julho de 1868, De Waal tornou-se capelão da Igreja Nacional Alemã de Santa Maria dell'Anima em Roma. Ele recebeu seu Doutorado em Teologia em 19 de fevereiro de 1869. Durante o cerco e conquista de Roma pelo exército do Reino da Itália em 1870, ele se ofereceu como capelão das tropas papais. Tornou-se vice-reitor em 1872 e depois reitor em 1873 do Collegio Teutonico do Vaticano. Em 1875, foi nomeado camareiro secreto do Papa Pio IX . Em 23 de junho de 1896, Anton de Waal tornou-se prelado da Casa Pontifícia e em 30 de julho de 1900 Apostólico Protonotário. Em 2 de novembro de 1904 foi nomeado comissário da pastoral de todos os alemães na Itália.
de Waall foi agraciado com a Ordem Pontifícia do Mérito " Pro Ecclesia et Pontifice " em ouro e várias ordens de cavalaria: Ordem da Coroa (Prússia) 2ª classe, Ordem da Águia Vermelha (Prússia) 2ª classe, Ordem Bávara do Mérito de São Miguel 2ª classe, Cruz do Comandante Classe I da Ordem Albert da Saxônia e Cruz do Comandante e estrela do Comandante da Ordem Imperial Austríaca Franz Joseph.
Morreu em Roma em 23 de fevereiro de 1917 e foi sepultado no Cemitério Teutônico, reservado aos alemães ao serviço da Igreja Católica de Roma, localizado próximo à Igreja de Santa Maria della Pietà em Camposanto dei Teutonici.

## Trabalhos
Ele dedicou seu interesse científico principalmente à arqueologia cristã, incentivado por Giovanni Battista de Rossi.  Em 1892-93 e novamente em 1915, de Waal realizou escavações nas Catacumbas de San Sebastiano na Via Ápia.
Em 1876, de Waal obteve do Papa Pio IX a permissão para alterar os estatutos de "Erzbruderschaft zur schmerzhaften Muttergottes der Deutschen und Flamen" (em inglês:  Confraternity of Our Lady of Sorrows of the German and Flemish) para cuidar da igreja de Santa Maria della Pietà em Camposanto dei Teutonici e do cemitério adjacente. Fundou, na casa da confraria, o Collegio Teutonico del Campo Santo e constituiu uma biblioteca especializada em arqueologia cristã, para a qual reuniu uma importante coleção de arte cristã primitiva.
Em 1887 ele fundou, em cooperação com o Gorres-Gesellschaft, o jornal "Römische Quartalschrift für christliche Altertumskunde und Kirchengeschichte" (em inglês:  Roman quarterly magazine for Christian archeology and history of the Church) e em 1901 tornou-se co-editor com Carl Anton Baumstark da revista "Oriens Christianus".
Além de seu trabalho acadêmico e pastoral, de Waal escreveu biografias em alemão de papas de sua época (Leão XIII, Pio X e Bento XV), bem como narrativas históricas e peças de teatro amador.

## Galeria

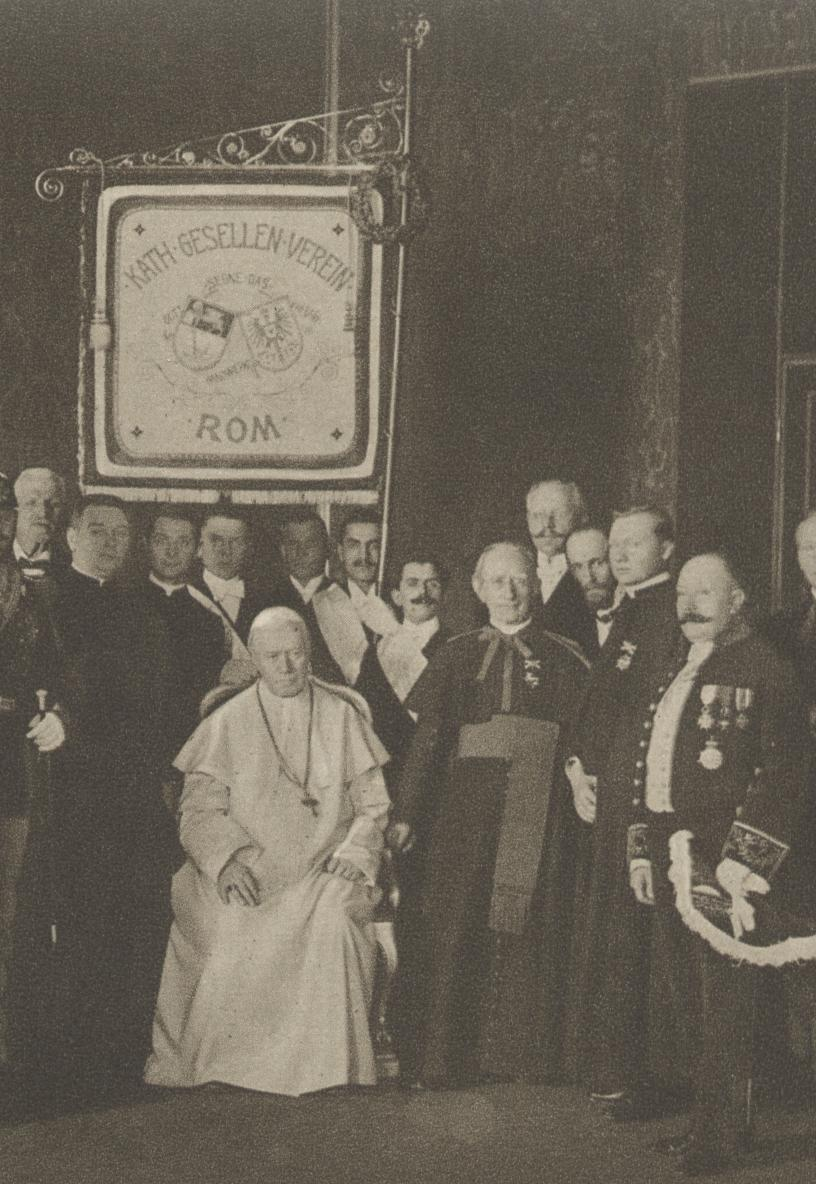
Monsenhor Anton de Waal (centro, ao lado do papa), em audiência ao Papa Pio X em 1913 com o Deutschen Gesellenverein Rom.
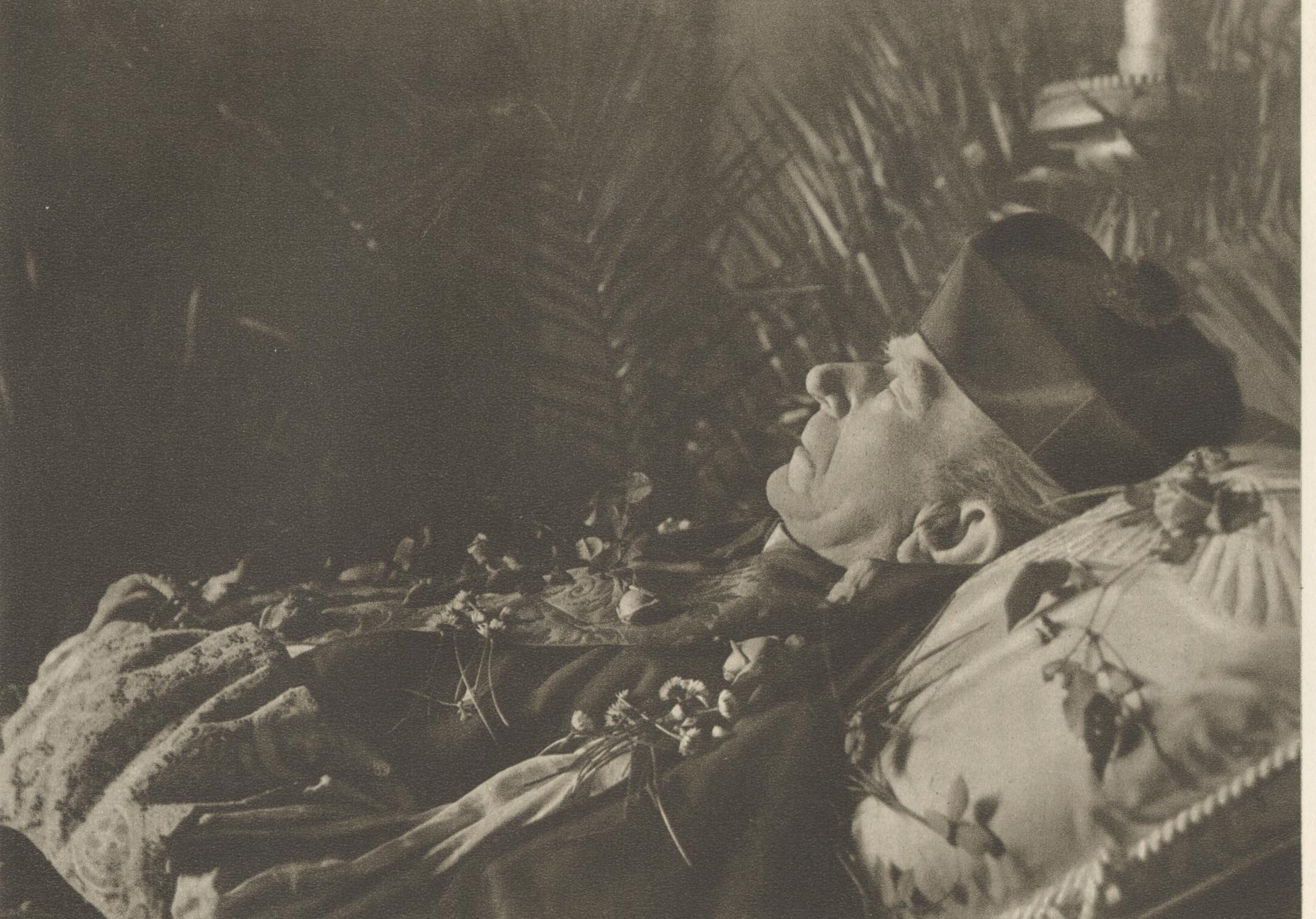
Anton de Waal em seu esquife funerário, 24 de fevereiro de 1917.
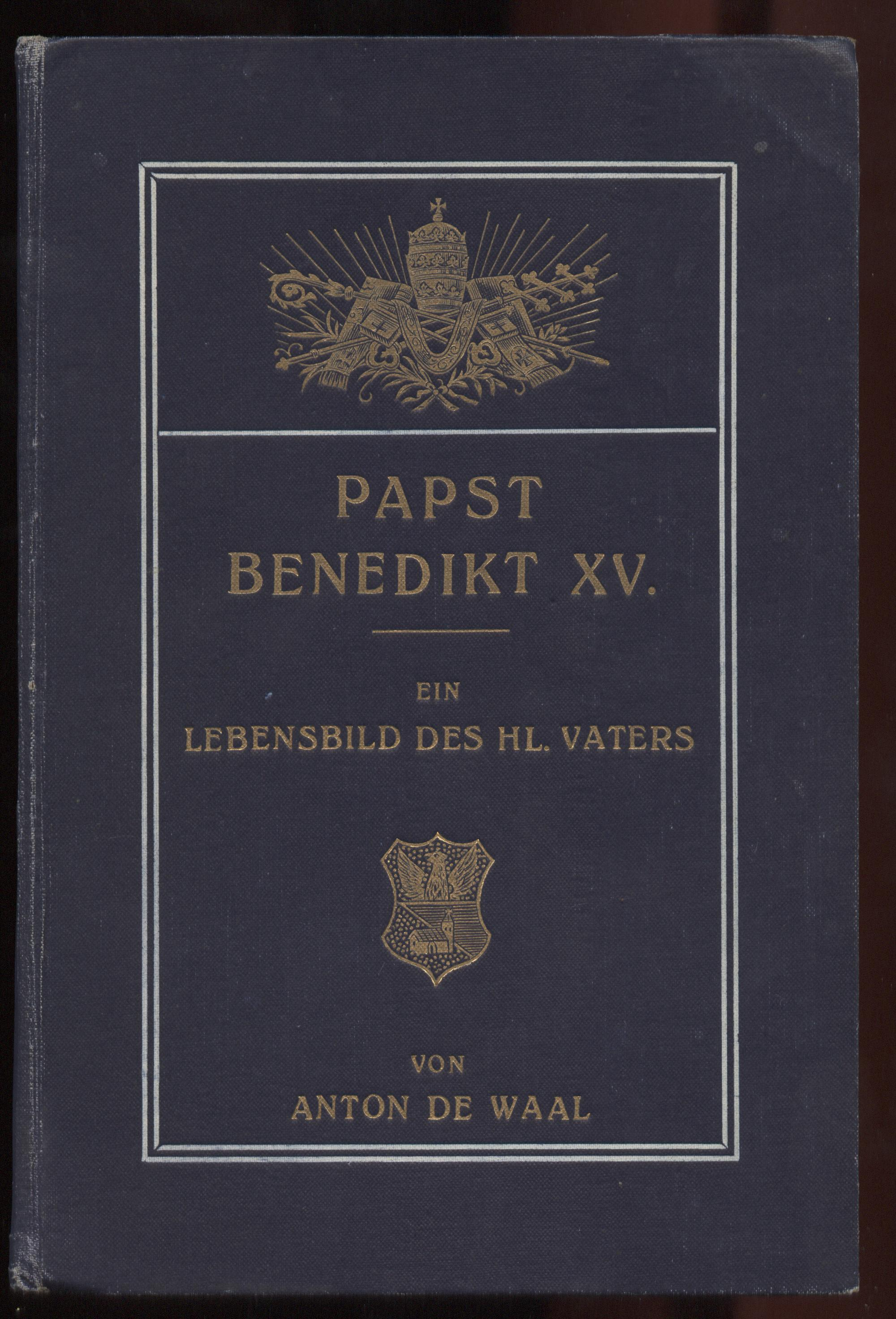
Capa da biografia de De Waal do Papa Bento XV, 1915

## Lista de trabalhos
- Des Apostelfürsten Petrus glorreiche Ruhestätte. Festschrift zum Papstjubiläum Pius IX. (1871)
- Die Streiter des heiligen Vaters. Episode aus der jüngsten Geschichte der Eroberung Roms. Schauspiel in 3 Aufzügen.(1871)
- Meister Faustgerecht. Schauspiel in 3 Aufzügen. (1872)
- Erinnerungen an Rom, zunächst den deutschen Pilgern zu der 30. Jubelfeier unseres heil. Vaters Pius IX. gewidmet. (1876)
- Erinnerung an die Romfahrt zum Bischofs-Jubiläum unseres heiligen Vaters Pius IX. am 17. Mai 1877. (1877)
- Unseres heiligen Vaters Papst Leo XIII. Leben. (1878)
- Die Nationalstiftungen des deutschen Volkes in Rom. (1880)
- Valeria oder der Triumphzug aus den Katakomben (1884)
- Die Katakomben des heiligen Callistus. (1886)
- Der Rompilger. Wegweiser zu den wichtigsten Heiligthümern und Sehenswürdigkeiten der ewigen Stadt. (1888)
- Tim, der Negerknabe. Schauspiel in 3 Aufzügen. Für Gesellenvereine und ähnl. Kreise. (1889)
- Katakomben-Bilder. 6 Erzählungen aus den ersten Jahrhunderten der römischen Kirche. (1891)
- Die Apostelgruft ad Catacumbas an der Via Appia. Eine historisch-archäologische Untersuchung auf Grund der neuesten Ausgrabungen. (1894)
- 25 Jahre in Rom von 1870-1895. Ein Bild des katholischen Lebens in der deutschen Colonie. (1895)
- Der Campo Santo der Deutschen zu Rom. Geschichte der nationalen Stiftung zum 1100jährigen Jubiläum ihrer Gründung durch Karl den Großen. (1896)
- Papst Pius X. Ein Lebensbild des hl. Vaters. Mit einem Rückblick auf die letzten Tage Leos XIII. (1903)
- Roma Sacra. Die ewige Stadt in ihren christlichen Denkmälern und Erinnerungen alter und neuer Zeit. (1905)
- Konstantin des Großen Kirchenbauten in Rom. (1913)
- Der neue Papst. Unser Hl. Vater Benedikt XV. (1915)